# Island Games 1989
Die Island Games 1989 waren die dritte Auflage der Spiele. Sie fanden vom 5. bis zum 13. Juli 1989 auf den Färöern statt. Es nahmen rund 800 Athleten teil.

## Teilnehmende Inseln
| - Åland - Anglesey/Ynys Môn - Färöer - Frøya - Gibraltar | - Gotland - Grönland - Guernsey - Hitra - Island | - Isle of Man - Isle of Wight - Jersey - Orkney - Shetlandinseln |

Grönland nahm zum ersten Mal teil. Im Vergleich zur letzten Ausgabe traten Alderney, Malta, St. Helena, Ascension und Tristan da Cunha sowie Sark nicht an.

## Sportarten
| - Badminton – Resultate (PDF; 1,3 MB) - Bogenschießen – Resultate (PDF; 235 kB) - Fußball – Resultate (PDF; 977 kB) - Judo – Resultate (PDF; 249 kB) | - Leichtathletik – Resultate (PDF; 742 kB) - Radsport – Resultate (PDF; 162 kB) - Schießen – Resultate (PDF; 398 kB) - Schwimmsport – Resultate (PDF; 693 kB) | - Tischtennis – Resultate (PDF; 1,8 MB) - Turnen – Resultate (PDF; 106 kB) - Volleyball – Resultate (PDF; 1,3 MB) |

## Medaillenspiegel
| Rang | Land              | Gold | Silber | Bronze | Gesamt |
| ---- | ----------------- | ---- | ------ | ------ | ------ |
| 1    | Isle of Man       | 34   | 28     | 23     | 85     |
| 2    | Island            | 14   | 12     | 8      | 34     |
| 3    | Färöer            | 13   | 5      | 10     | 28     |
| 4    | Gotland           | 11   | 9      | 6      | 26     |
| 5    | Guernsey          | 9    | 12     | 16     | 37     |
| 6    | Isle of Wight     | 8    | 8      | 6      | 22     |
| 7    | Åland             | 5    | 11     | 9      | 25     |
| 8    | Jersey            | 5    | 8      | 7      | 20     |
| 9    | Orkney            | 4    | 3      | 4      | 11     |
| 10   | Gibraltar         | 1    | 1      | 6      | 8      |
| 11   | Shetlandinseln    | 0    | 3      | 1      | 4      |
| 12   | Anglesey/Ynys Môn | 0    | 3      | 0      | 3      |
| 13   | Grönland          | 0    | 2      | 3      | 5      |
| 14   | Frøya             | 0    | 0      | 0      | 0      |
| 14   | Hitra             | 0    | 0      | 0      | 0      |

Die Isle of Man gewann somit zum dritten Mal in Folge die Medaillenwertung.